# II Powszechna Wystawa Krajowa „Konkurencyjna Polska”

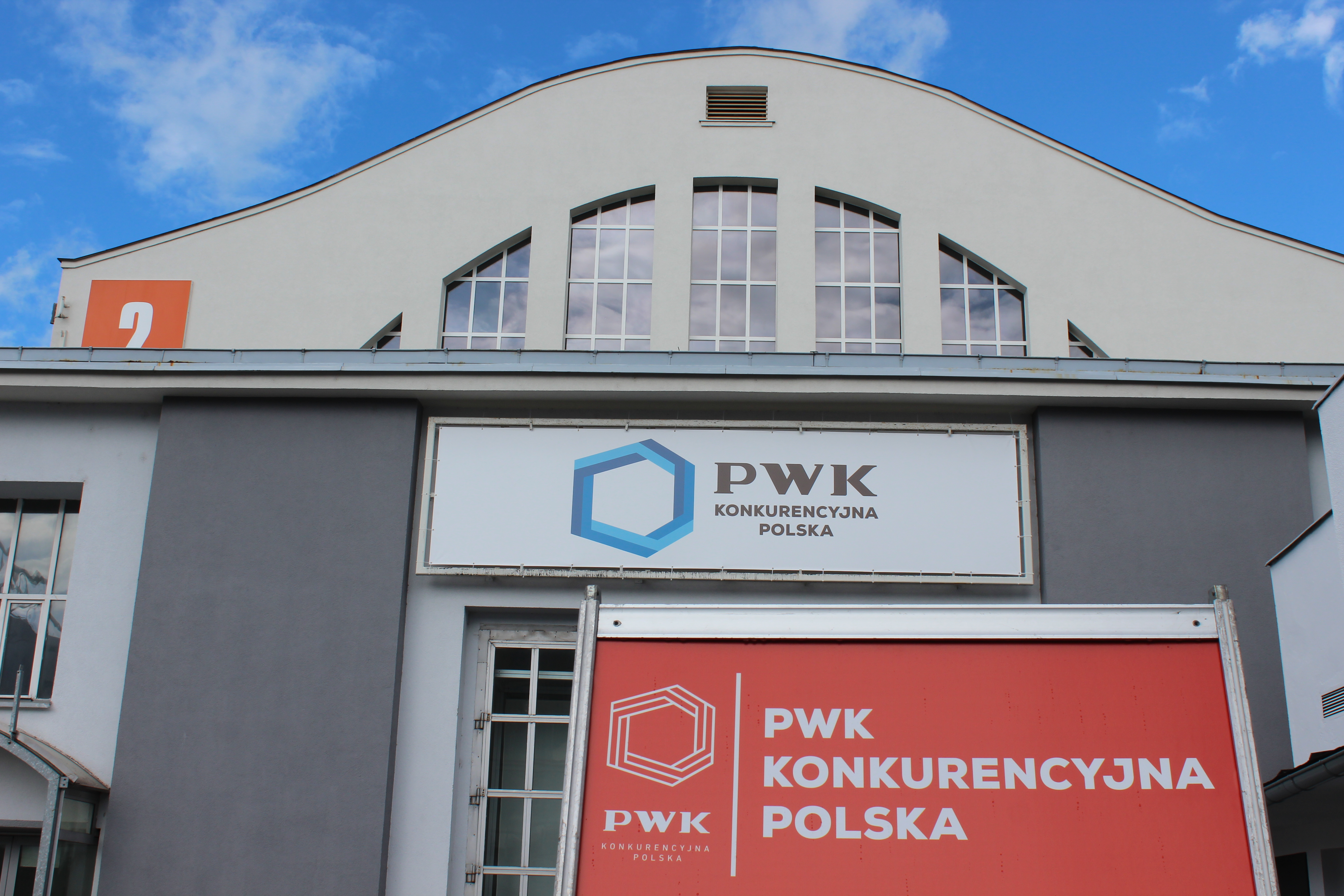
Wejście do pawilonu z logotypem wystawy

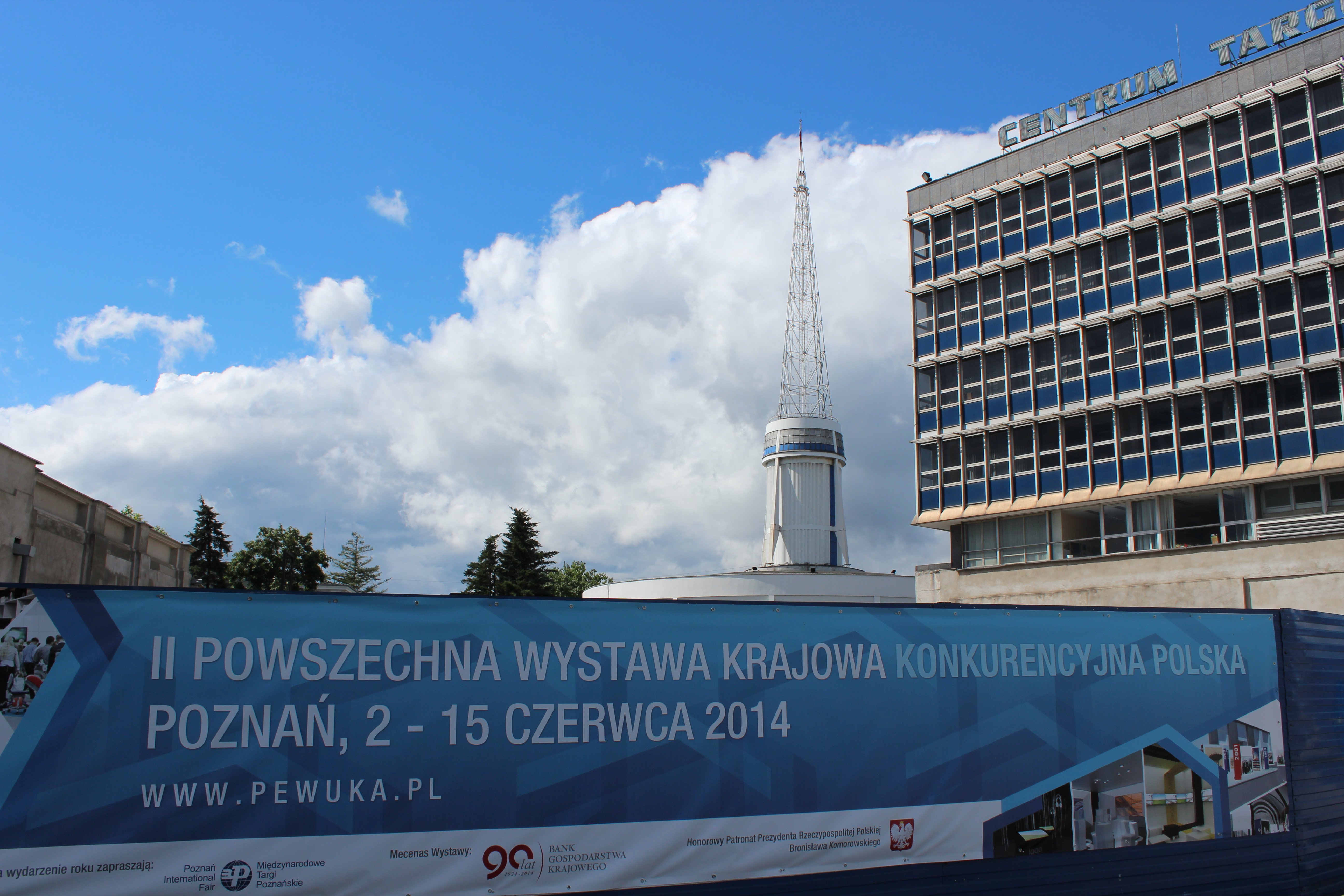
Baner reklamowy wystawy na tle Iglicy

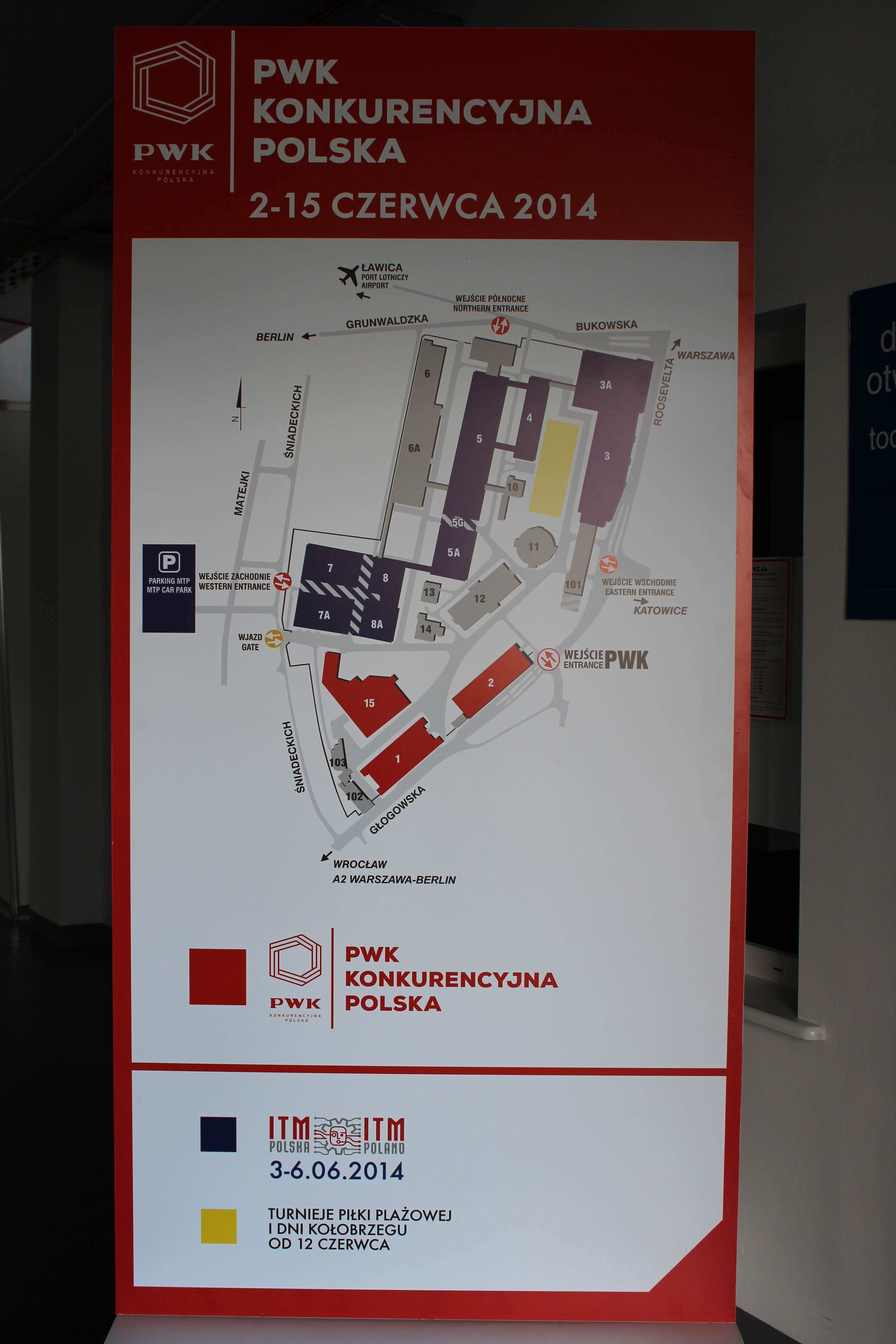
Plan wystawy

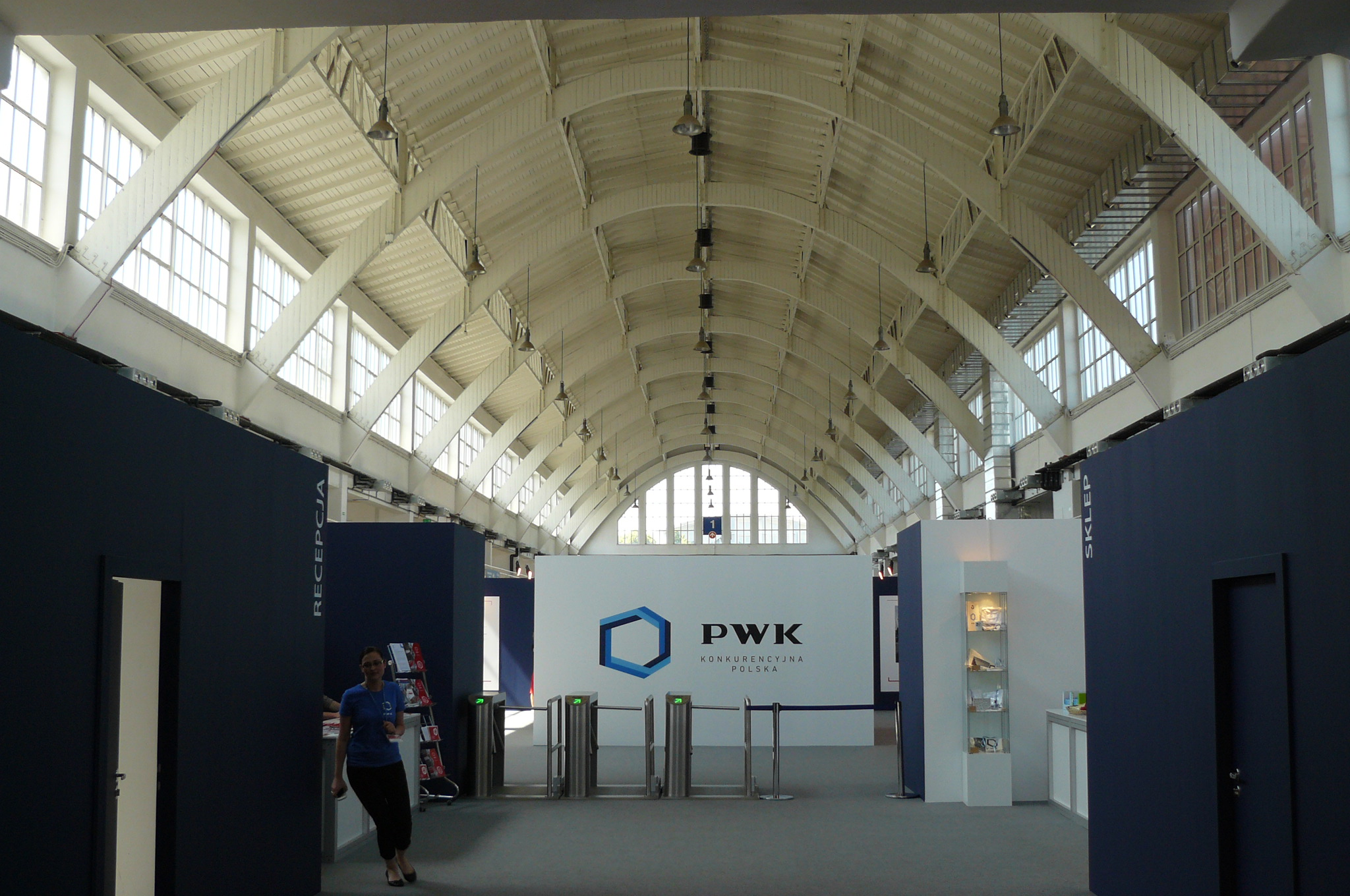
Hala nr 2 podczas wystawy

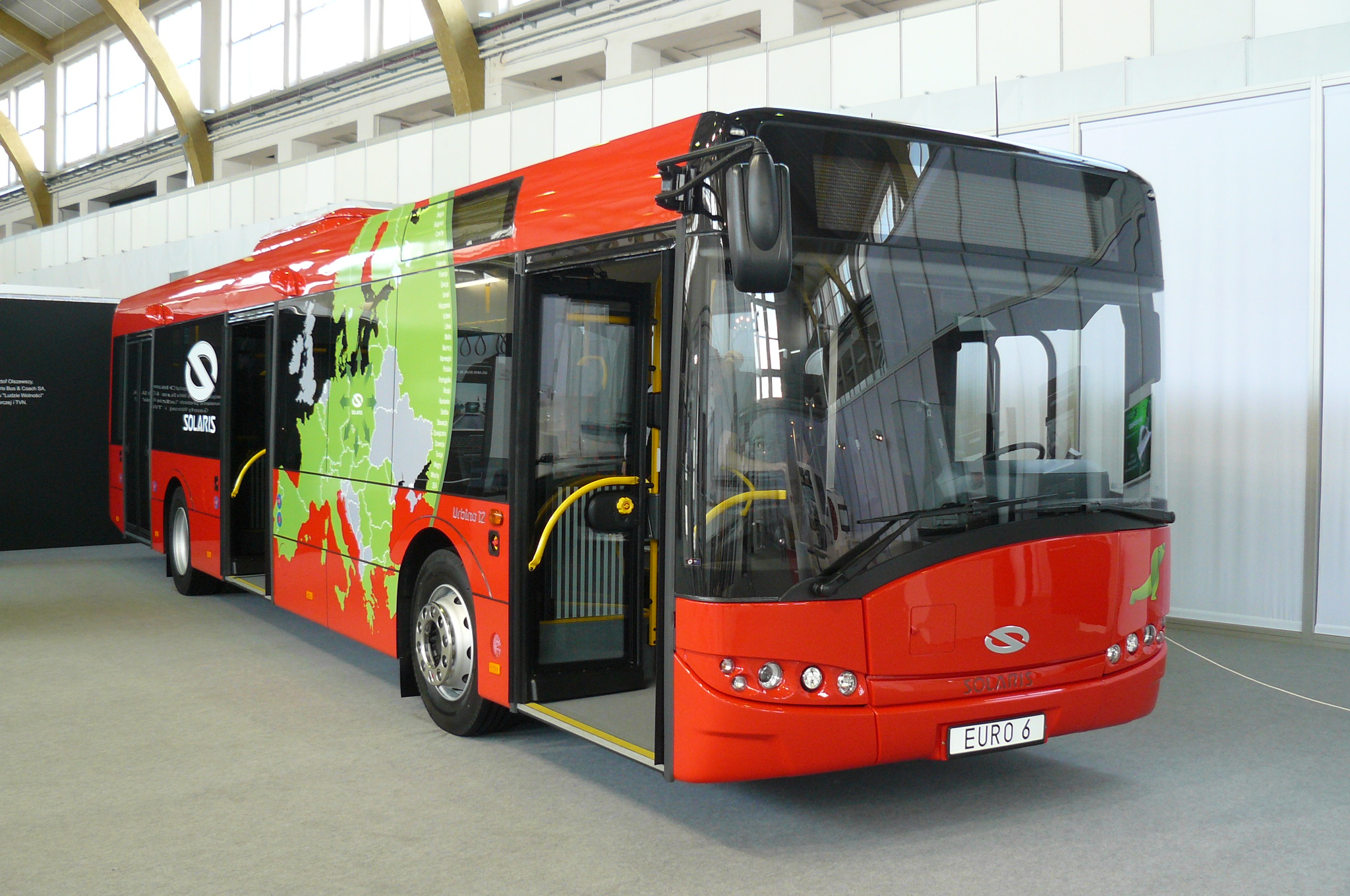
Prezentacja firmy Solaris

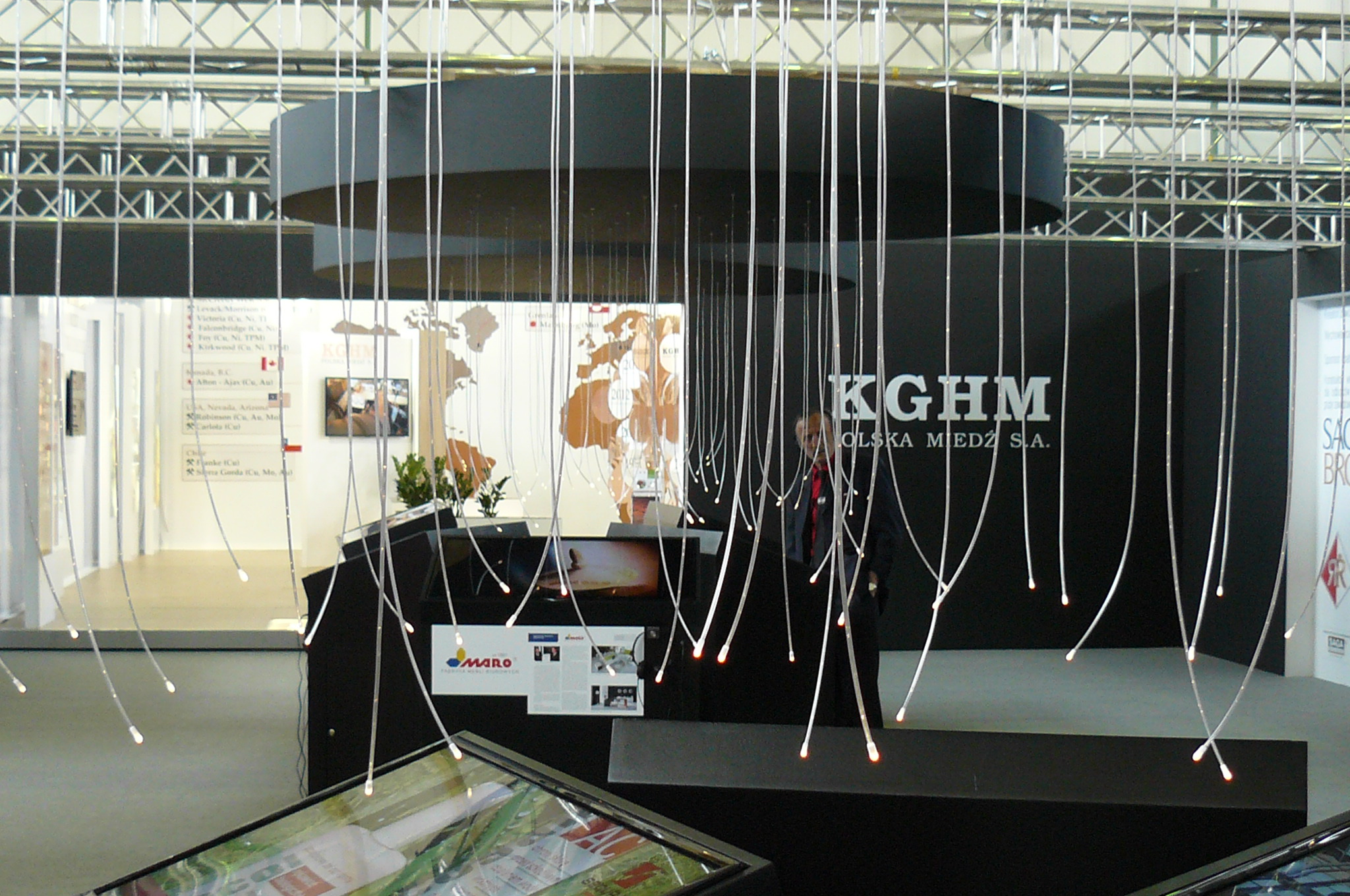
Prezentacja firmy KGHM Polska Miedź

II Powszechna Wystawa Krajowa „Konkurencyjna Polska” (PWK Konkurencyjna Polska) – jubileuszowa wystawa osiągnięć gospodarczych, naukowych, kulturalnych i obywatelskich Polski, zorganizowana w Poznaniu z okazji 25-lecia odzyskania wolności (1989-2014). Odbywała się 2-15 czerwca 2014 na terenach Międzynarodowych Targów Poznańskich. Nazwą nawiązuje do Powszechnej Wystawy Krajowej, która odbyła się w Poznaniu w 1929 z okazji 10-lecia Polski odrodzonej. Patronat nad wystawą objął prezydent Rzeczypospolitej Polskiej Bronisław Komorowski.

## Historia
Organizację na terenach targowych w Poznaniu ogólnotematycznej wystawy, podobnej do Powszechnej Wystawy Krajowej z 1929, planowano już po zakończeniu II wojny światowej. Wystawa miała zostać zorganizowana w 1954 na dziesięciolecie Polski Ludowej.
Pierwszy program rozwoju targów, m.in. pod kątem II Powszechnej Wystawy Krajowej opracował Bolesław Szmidt w 1948. Na wystawę planowano zbudowanie wielu nowych pawilonów oraz hal targowych, w tym wielkiej hali przemysłu metalowego i czterech pawilonów towarzyszących na Placu Centralnym (św. Marka). Obok stanąć miała paraboliczna hala sportowa na pięć tysięcy widzów oraz wielopiętrowy dom towarowy. Zamierzano też połączyć ulicę Konopnickiej z Mostem Dworcowym trasą przez centrum terenów targowych z rondem w pobliżu Wieży Górnośląskiej (późniejszej Iglicy). Projekty rozbudowy dotyczyć miały także wielu innych obszarów miejskich. W koncepcję wystawy włączono też obszary parków: Marcina Kasprzaka (dawniej Wilsona) i Kasprowicza, podobnie jak to miało miejsce w 1929.
Uchwała Prezydium Rządu z 14 października 1950 przesądziła o odejściu od zamiaru realizacji wystawy i w ogóle targów międzynarodowych w Poznaniu (przywrócono je dopiero w 1955). Przed tą decyzją zrealizowano jednak m.in. pawilon Ministerstwa Komunikacji i pawilon nr 4.
Maciej Roman Bombicki w swojej książce PWK – Powszechna Wystawa Krajowa w Poznaniu 1929 dowodzi, że zamiar organizacji imprezy, która roboczo nazwana była II Powszechną Wystawą Krajową, miał miejsce również w latach 80. XX wieku. Wystawa miała odbyć się w 1989 z okazji 60. rocznicy odzyskania niepodległości lub w 1994 na 50-lecie Polski Ludowej. Zamiar ten nie został jednak zrealizowany.
Do organizacji II Powszechnej Wystawy Krajowej powrócono w 2014, w związku z obchodami 25-lecia odzyskania wolności (1989-2014).

## Inspiracje
Wystawa zorganizowana w 2014 inspirowana była następującymi jubileuszami:
- 25-lecie pierwszych wolnych wyborów do Sejmu i Senatu RP w 1989,
- 10-lecie wejścia Polski do Unii Europejskiej,
- 15-lecie członkostwa Polski w NATO,
- 85-lecie Powszechnej Wystawy Krajowej z 1929.

## Miejsce i tematyka
Terenem wystawy były hale Międzynarodowych Targów Poznańskich (dwie pierwsze historycznie związane z Powszechną Wystawą Krajową z 1929):
- Hala 1:
  - wystawa Rzeczpospolita 1989-2014 (najdonioślejsze wydarzenia 25-lecia),
  - wystawa Sukces dobrze zaprojektowany (design, projektowanie, innowacje),
  - strefa Startup (przedsięwzięcia młodych innowacyjnych polskich firm),
  - indywidualna prezentacja firm i instytucji o wyjątkowym znaczeniu dla polskiej gospodarki,
  - wystawa Red Dot Award (tzw. Oskar Designu) zorganizowana przez Urząd Patentowy RP – po raz pierwszy można tu było zobaczyć wszystkie dotąd nagrodzone polskie przedmioty,
- Hala 2:
  - wystawa 25 lat wolnej Polski w obiektywie fotoreporterów Gazety Wyborczej (część zdjęć na zewnątrz, w strefie wejściowej od ul. Głogowskiej),
  - wystawa Od PWK 1929 do MTP 2014 (wspomnienie historii i skali Powszechnej Wystawy Krajowej z 1929),
  - wystawa Polska w latach 1989-2014 w ujęciu statystycznym GUS,
  - prezentacja poszczególnych województw,
  - wystawa Uniwersytetu Ekonomicznego w Poznaniu Fakty nie tylko gospodarcze,
  - recepcja, kino, sklep z upominkami,
- Pawilon 15 – konferencje i spotkania.

## Program
Wystawę rozpoczęła uroczysta gala prezydencka w Sali Ziemi (2 czerwca) z udziałem prezydenta RP Bronisława Komorowskiego, który wręczył doroczne Nagrody Gospodarcze Prezydenta RP (XII edycja). Wystawa towarzyszy największym polskim targom branży innowacyjno-technologiczno-maszynowej – ITM Polska. Podczas trwania wystawy odbyły się następujące imprezy towarzyszące:
- I Kongres Partnerstw Samorządowych (2 czerwca),
- XII Forum Inżynierskie (3 czerwca),
- Konferencja Instytutu Biznesu Rodzinnego (6 czerwca),
- Spotkanie Polskiego Stowarzyszenia Blogerów i Vlogerów (8 czerwca),
- Konferencja Democamp poświęcona branży start-up (9 czerwca),
- Otwarte Posiedzenie Rady Polskiej Izby Opakowań (10 czerwca, jubileusz 20-lecia),
- Seminarium dla dyrektorów szkół podstawowych województwa wielkopolskiego (11 czerwca),
- Krajowa Konferencja Ochrony Środowiska (12 czerwca),
- Seminarium branży meblarskiej (12 czerwca),
- Konferencja Wielkopolskiej Izby Rolniczej i Polskiego Kongresu Rolnictwa (14 czerwca).

## Partnerzy i medal pamiątkowy
Partnerem przedsięwzięcia był Bank Gospodarstwa Krajowego, świętujący 90-lecie istnienia. Patronami medialni były: Telewizja Polska, TVP Info, Gazeta Wyborcza i dziennik Rzeczpospolita. Wszyscy partnerzy i wystawcy otrzymali medal jubileuszowy ze srebrnym orłem oraz logotypem MTP (70 mm średnicy).